# Gustave Desrat
Alexandre Gustave Desrat (né à Paris le 7 septembre 1831 et mort après 1914[réf. nécessaire]) est un professeur et théoricien de la danse, auteur de livres sur la danse.
La dernière partie de son Dictionnaire liste les ouvrages théoriques, historiques ou d'auteurs (anciens, modernes et contemporains) donnant indirectement des notes sur la danse, qui constituent une excellente bibliographie sur la danse.

## Œuvres
- Le Cotillon, Paris, Walder, 1855, lire en ligne sur Gallica ;
- Le Quadrille, Paris, l'auteur, 1857 ;
- Traité de la danse contenant la théorie et l'histoire des danses anciennes et modernes. Avec toutes les figures les plus nouvelles du cotillon. Illustré de nombreuses gravures, Paris, Delarue, s.d. [c. 1880]. Nouvelle édition Paris, Delarue, s.d. [1883]. Nouvelle édition Paris, Delarue et Cie, s.d. [1909] ;
- Quadrille américain  : Les Chevaux de bois, musique d'Alexandre Artus, théorie des figures de G. Desrat, illustration de P. Borie, Paris, Le Bailly, [1882], lire en ligne sur Gallica ;
- Dictionnaire de la danse historique, théorique, pratique et bibliographique depuis l'origine de la danse jusqu'à nos jours, Paris, Librairies-Imprimeries réunies, 1895 :
- Nouveau traité complet des règles et usages du monde, Paris, O. Bornemann, 1899, lire en ligne sur Gallica ;
- Le Masque dans le théâtre ancien, cité par l'auteur dans son Dictionnaire (donc postérieur à 1895), p. 216 ; manuscrit à la bibliothèque de l'Opéra de Paris.